# Cephalodiscus agglutinans
Cephalodiscus agglutinans är en djurart som tillhör fylumet svalgsträngsdjur, och som beskrevs av Harmer och Ridewood 1914. Cephalodiscus agglutinans ingår i släktet Cephalodiscus och familjen Cephalodiscidae.
Artens utbredningsområde är Södra Ishavet. Inga underarter finns listade i Catalogue of Life.